# 12-та окрема інженерна бригада (РФ)
12-та окрема гвардійська інженерна Кенігсберзько-Городоцька Червонопрапорна бригада (12 ОІБр, в/ч 63494) — формування інженерних військ Збройних сил РФ чисельнітю у бригаду. Бригада розташовується у селищі Алкіно-2 біля столиці Башкортостану Уфи. Входить до складу Центрального військового округу.

## Історія
Після розпаду СРСР 1-й гвардійський інженерний саперний полк Радянської армії увійшов до складу Збройних сил РФ.
1994 року полк реорганізовано на 317-ту інженерну бригаду, що виконувала завдання знешкодження вибухонебезпечних предметів і дислокувалася у місті Бєлєво Тульської області. Згодом бригада переведена до селища Нахабіно Московської області, а звідти — до Алкіно.
2004 року переформовано на 56-й інженерний полк, а 2011 року — на 12-ту інженерну бригаду.
В 2018 році особовий склад бригади залучався до військової операції на території Сирії, а також виконував інженерні завдання при проведенні стратегічного командно-штабного навчання «Восток-2018».

### Російсько-українська війна
2022 року підрозділи бригади брали участь у повномасштабному вторгненні РФ в Україну. 14 березня стало відомо про загибель в Україні командира бригади Сергія Порохні.
11 травня 2022 під час форсування Сіверського Донця загинув наступний командир бригади, полковник Денис Козлов. 

## Склад
- управління,
- інженерно-саперний батальйон,
- інженерний дорожньо-містобудівний батальйон,
- понтонно-переправний батальйон,
- інженерно-технічний батальйон,
- рота розмінування,
- рота управління (зв'язку),
- рота матеріального забезпечення,
- ремонтний взвод,
- взвод навчальних машин,
- медичний пункт.

## Командування
- (??—03.2022†) полковник Порохня Сергій Іванович. Загинув в березні 2022 року під час російського вторгнення в Україну.
- (03.2022—11.05.2022†) полковник Козлов Денис Володимирович. Загинув під час російського вторгнення в Україну.

## Втрати
З відкритих джерел відомо про деякі втрати бригади під час вторгнення в Україну:
| п/п | Прізвище, ім'я, по-батькові                                   | Звання                      | Дата народження | Дата смерті   |
| --- | ------------------------------------------------------------- | --------------------------- | --------------- | ------------- |
| 1.  | Порохня Сергій Іванович (рос. Порохня Сергей Иванович)        | полковник, командир бригади |                 | до 14.03.2022 |
| 2.  | Ахіяров Ільфат Альфатович (рос. Ахияров Ильфат Альтафович)    | сержант                     | 16.08.1988      | 25.03.2022    |
| 3.  | Усманов Галім (рос. Усманов Галим)                            | старший сержант             |                 | до 04.04.2022 |
| 4.  | Авдєєв Владислав Сергійович (рос. Авдеев Владислав Сергеевич) | старший сержант             |                 | до 06.04.2022 |
| 5.  | Козлов Денис Володимирович (рос. Козлов Денис Владимирович)   | полковник, командир бригади | 06.05.1982      | 11.05.2022    |
| 6.  | Іванов Дмитро Євгенович (рос. Иванов Дмитрий Евгеньевич)      | старший сержант             |                 | 19.07.2022    |